# Gymnastes (Paragymnastes) clitellarius
Gymnastes (Paragymnastes) clitellarius is een tweevleugelige uit de familie steltmuggen (Limoniidae). De soort komt voor in het Australaziatisch gebied.